# منتخب روسيا للكورفبال
منتخب روسيا للكورفبال (بالروسية: Сборная России по корфболу)‏ هو ممثل روسيا الرسمي في المنافسات الدولية في كرة السلة الهولندية
.